# Marvel: Avengers Alliance Tactics
Marvel: Avengers Alliance Tactics es un videojuego de rol desarrollado por Playdom y publicado por Disney Interactive Studios para Facebook lanzado el 2 de julio de 2014. Este juego comparte la apariencia y el sonido de Marvel: Avengers Alliance.
Comparte la misma realidad con Marvel: Avengers Alliance y Avengers Initiative.
Este juego se cerró el 22 de octubre de 2014, pero ofrece $5 en oro gratis (o 20 de oro).

## Jugabilidad
En lugar del simple juego por turnos en 2D, los conjuntos de movimientos en un entorno 2.5D embarcan al Comandante y a un puñado de héroes a través de cada misión.

## Trama
Actuando como una especie de secuela de la segunda temporada de Marvel: Avengers Alliance, este juego representa un futuro cercano en el que S.H.I.E.L.D. debe viajar a la Tierra Salvaje para frustrar un aumento en el número de incursiones que amenazan con desestabilizar la Tierra-12131. El antiguo personaje Agente del primer juego ha sido ascendido a Comandante.